# Tusheti
Tusheti o Tushetia (en georgiano: თუშეთი) es una pequeña, remota y montañosa región histórica del Cáucaso, localizada en el noreste de Georgia, actualmente perteneciente a la región administrativa —mjare— de Kajetia.
Tushetia y las regiones vecinas de Khevsouretia y Pshavi, localizadas en la frontera noreste de Georgia, siguen siendo regiones todavía inaccesibles (no cuentan con verdaderas vías de acceso) que son verdaderos santuarios naturales, unas de las regiones ecológicamente más vírgenes en el Cáucaso. En los confines de Daguestán, de la que está separada por el Gran Cáucaso, Tushetia es una tierra de pastores que crían a sus ovejas practicando la trashumancia (verano). Es una región todavía sin electricidad o teléfono en la que los pueblos están a horas de marcha unos de otros y sólo son accesibles por caminos de herradura, donde el caballo sigue siendo el principal medio de transporte. Incluso los 4x4 se desenvuelven mal en la región.
Omalo es el principal pueblo en el centro de la región; tiene un aeródromo y los helicópteros permiten a los turistas afortunados desplazarse.  Tushetia es un lugar popular de montaña para la práctica del senderismo.
La región conjunta Mta-Tushetia fue propuesta en 2007 por Georgia y quedó inscrita en la lista indicativa de la UNESCO como zona mixta, bajo los criterios iv, v, vii y x.

## Geografía
Situada en la vertiente norte de las montañas del Gran Cáucaso, Tushetia está bordeado por las repúblicas rusas de Chechenia y Daguestán, al norte y al este, respectivamente; y por las provincias históricas georgianas de Kajetia y Pshav-Khevsureti, al sur y al oeste. La población de la zona es principalmente de la etnia georgiana de los tushs o tushetianos (en georgiano: tushebi).
Históricamente, la Tushetia comprendía cuatro comunidades de montaña distintas, basándose en una división geográfica de la región:
- en el oeste, los tsova, los pueblos bats que viven en la garganta del río Tsova;
- en el sur, los gometsari, que viven a lo largo de las orillas del río Alazani-Tushetis;,
- en el norte, los pirikiti ['más allá de las montañas'] que viven a lo largo de las orillas del río Alazani-Pirikitis;
- en el este, los chaghma, que viven cerca de la confluencia de ambos ríos, y se agrupan en la aldea principal de Omalo y otros pueblos cercanos.

Administrativamente, Tushetia pertenece al distrito de Ajmeta (con 2248 km² y 44 100 hab. en 2002), parte de la región de Kajetia de Georgia oriental. La mayor localidad de Tushetia es Omalo.

## Historia
La relativa ausencia de fuentes históricas impide la redacción de una verdadera historia de la región. El área se habría convertido al cristianismo, pero se mantuvo en gran parte pagana (formando un sincretismo único entre las creencias paganas locales de montaña y el cristianismo ortodoxo georgiano). Durante mucho tiempo aislada del resto del mundo, la primera vía apta para vehículos que penetró en Tushetia fue construida por el gobierno de Georgia (soviético en la época, desde 1921) en la década de 1960.

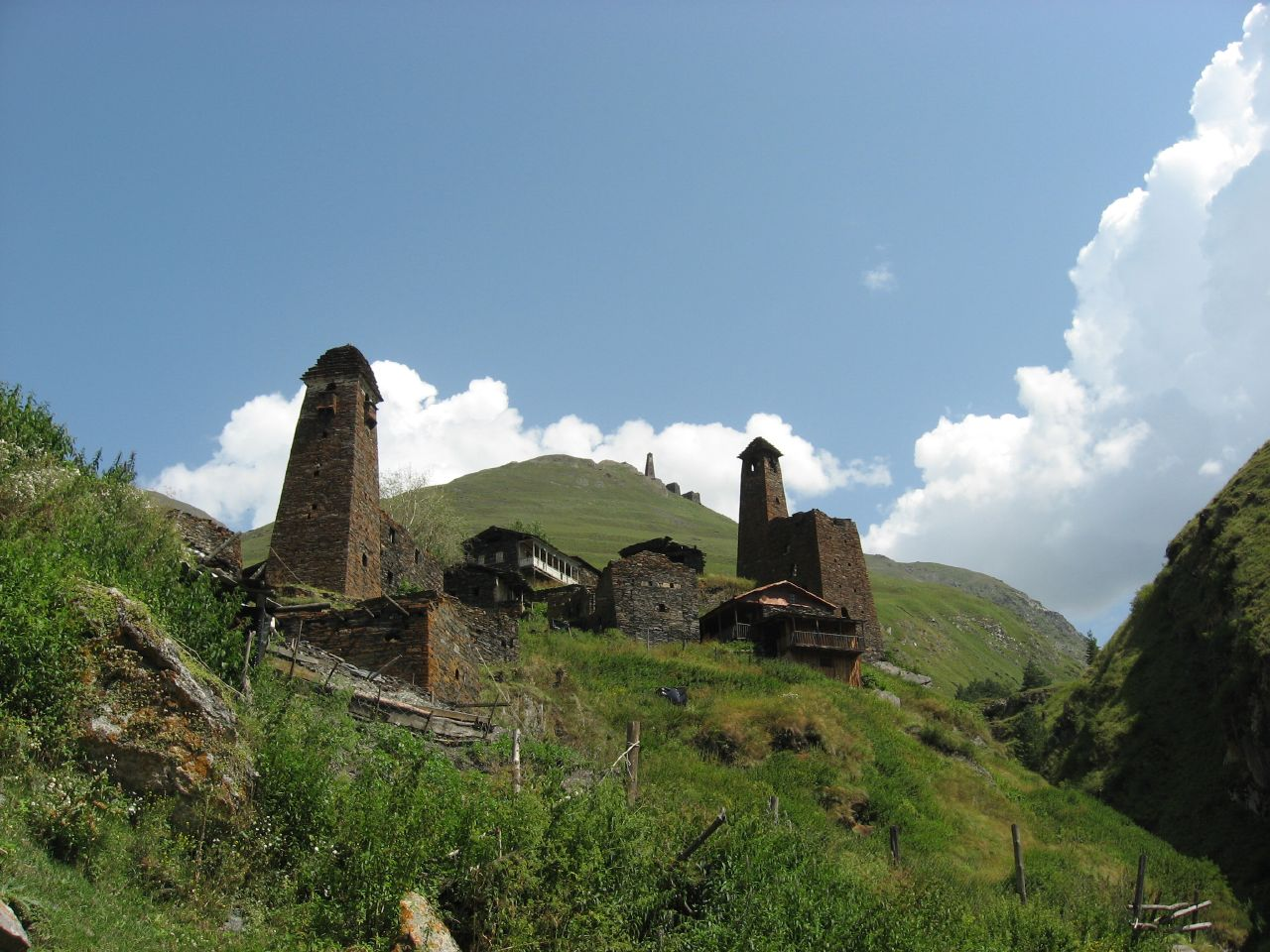
Torres típicas en Dartlo, Tusheti

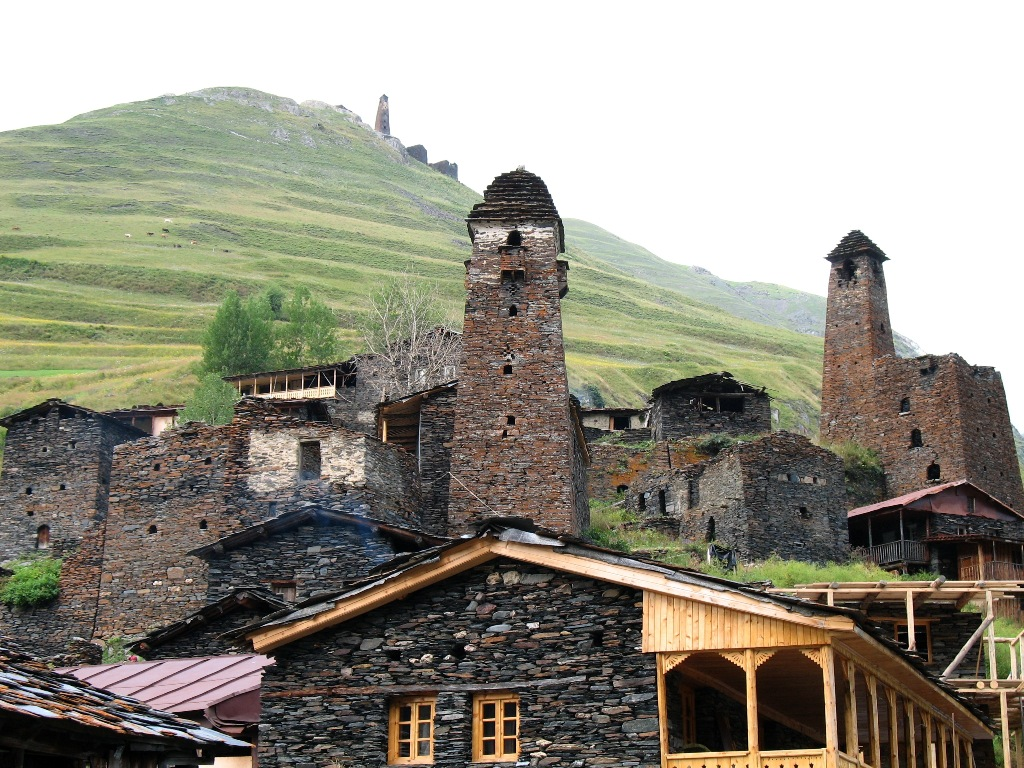
Dartlo, localidad de Tusheti

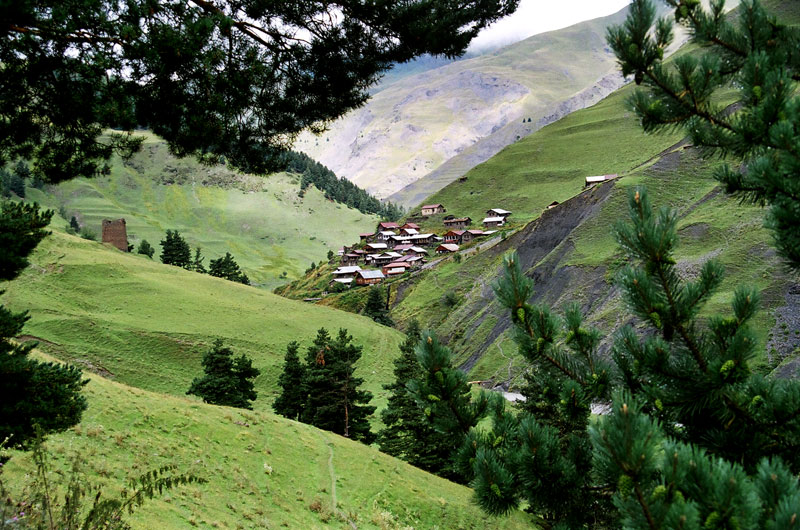
El pueblo de Djvarboséli en Gométsari

### Primeros pobladores
El área se cree que durante mucho tiempo estuvo habitada por los tush, un subgrupo de los georgianos, que a su vez se dividían en dos grupos: los chaghma-tush (nombre georgiano, usado para los tush que hablan el dialecto georgiano local) y los tsova-tush (hablantes naj, más conocidos como bats o batsi). No está claro si los georgianos étnicos llegaron allí primero o si lo hicieron los bats.
Hay dos teorías principales sobre el origen de los bats, con diversas variantes. Una es que los bats son el remanente de un gran pueblo de habla naj. Amjad Jaimoukha especula que fuesen descendientes de los kakh, un pueblo histórico que vivían en Kajetia y Tushetia, que al parecer se hacían llamar kabatsa. Sin embargo, la creencia de que los kakh fuesen originalmente naj no está muy extendida.  El nombre georgiano de los bats, los tsova-tush, puede también (o en su lugar) estar vinculada a los tsov, otro histórico pueblo naj que el historiador georgiano Melikishvilli sostiene que habrían gobernado el reino de Sophene en Urartu (llamado Tsobena en georgiano) y que fueron aparentemente trasladados a la fuerza a la región alrededor de Erebuni, una región vinculada a los pueblos naj por los nombres de lugares y diversa historiografía.  Sin embargo, las teorías que vinculan los bats con los pueblos de Transcaucasia no están universalmente aceptadas.

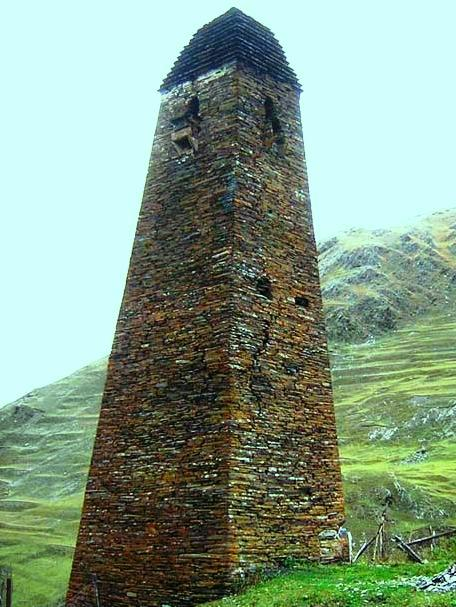
Una torre de combate, en Tusheti

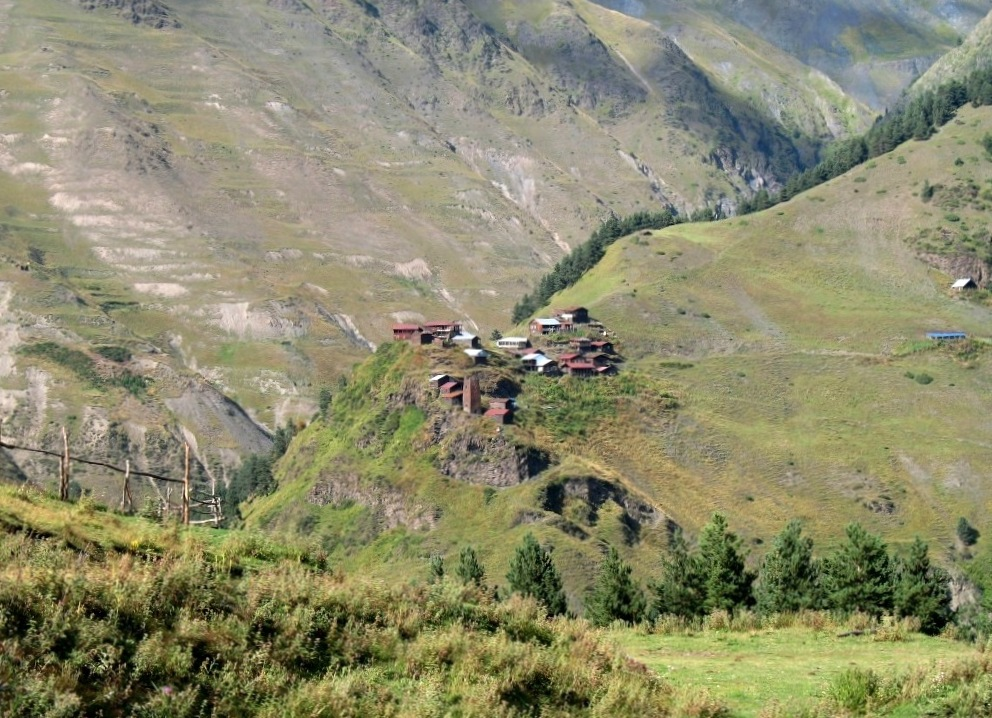
Dartlo, localidad de Tusheti

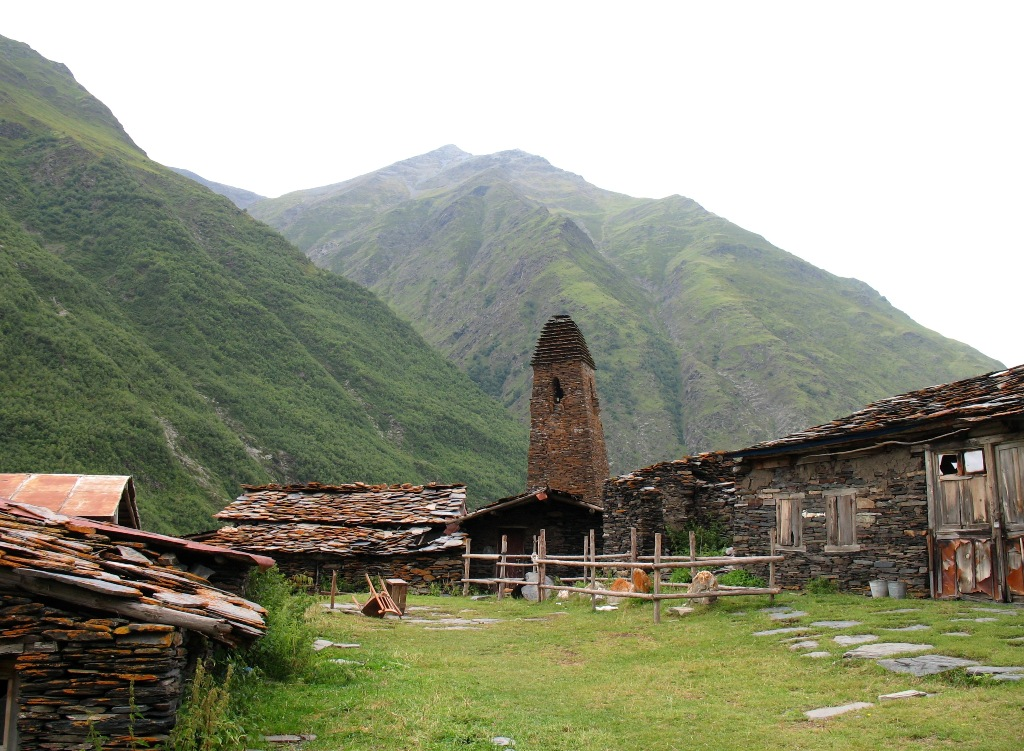
Torre Farsma

La segunda teoría sostiene que los batsi habrían cruzado la cordillera del Cáucaso desde Ingushetia en el siglo XVII y que,  finalmente, se habrían establecido en Tushetia, y que, por tanto, serían una tribu de origen ingush que fue cristianizada y georgianizada durante siglos.
El rey Levan de Kajetia (1520-1574), aparentemente concedió a los bats la propiedad oficial de las tierras en el valle de Alvani a cambio de su servicio militar.[cita requerida] Los habitantes de habla bats de Tushetia son conocidos por los georgianos locales como tsova-tushs, tienen un alto grado de asimilación y suelen ser bilingües utilizando tanto el georgiano como sus propias lenguas bats. Hoy en día, el bats se habla sólo en una aldea Zemo Alvani. Los estudios antropológicos sobre los tsova-tush encontraron que parecían ser de algún lugar entre los kists de origen checheno y los chaghma-tush de la región, pero significativamente más cerca de los chaghma-tush.
Los bats se han considerado a sí mismos como parte de la nación georgiana desde un largo período de tiempo y han hablado el georgiano en ese mismo tiempo. El proceso de asimilación de los bats continúa, pero muchos bats se han aferrado a su lenguaje nativo y hablan también el georgiano, lo que ha causado una influencia georgiana masiva en su idioma.[cita requerida] Son cristianos ortodoxos georgianos.
En los años de la década de 330, muchos paganos georgianos llegados desde Pkhovi se refugiaron en las montañas deshabitadas durante su rebelión contra la cristianización llevada a cabo por el rey ibérico Mirian III. Posteriormente, fueron convertidos por la fuerza a la cristiandad y sometidos por los reyes georgianos.[cita requerida]
Sobre la relación entre los najs (Tsova) y los tushianos georgianos (Chaghma), el "Libro Rojo de los pueblos del Imperio ruso", recoge lo siguiente:

Durante siglos ha habido dos comunidades una junto a la otra en Tusheti, una hablante de la lengua naj, la otra del viejo georgiano. El nombre general para ellos es tush, según su lengua, tanto tsova - o chagma-tushiano.  Formaron una única unidad material e intelectual con elementos prevalentes georgianos viejos.
Los descendientes de las tribus paganas georgianas antiguas, cuyos antepasados habían huido del cristianismo a Tusheti, son considerados como tushianos. En las montañas algunos de los fugitivos se escindieron de otras tribus georgianas viejas.  Estaban en estrecho contacto con las tribus naj que dieron lugar a una nueva unidad lingüística.
Libro Rojo de los pueblos del Imperio ruso (1991)

Después del colapso de la monarquía unificada georgiana, Tusheti cayó bajo el dominio de los reyes kajetianos en el siglo XV.
Durante la invasión alemana (operación Barbarroja) de la Unión Soviética, una revuelta menor antisoviética tuvo lugar en la zona en 1942-1943, al parecer vinculada a eventos similares pero de mayor escala en la vecina Ingushetia.

### Abandono de Tushetia y migración hacia Kajetia

Rebaños de ovejas en los pastos de invierno en Chiraquia

La llanura de Kajetia fue utilizada durante mucho tiempo como lugar de pastoreo de invierno y se convirtió gradualmente en estación inetermedia, a medio camino entre los pastos de trashumancia y la llanura de Chiraquia. A mediados del siglo XIX, una parte de la población comenzó a asentarse allí en invierno, no ocupando los pueblos de Tushetia más que en verano. Muchas familias tush comenzaron a moverse hacia el sur desde Tushetia durante la primera mitad del siglo XIX y se establecieron en los campos bajos de Alvan en el extremo occidental de Kajetia. Muchas de estas familias practicaban una forma de vida seminómada: los hombres pasaban el verano con los rebaños de ovejas en lo alto de las montañas entre abril y octubre, y de invernada con sus rebaños en Kajetia.
Alvan había pertenecido a los tush como terreno de invernada para sus ganados durante siglos; solo les fue legado en el siglo XVII, en reconocimiento a su valiosa ayuda en la derrota de un ejército persa en la batalla de Bakhtrioni en 1659: «Como una apresurada corriente los tushetios se adentraron en la fortaleza, mientras que los primeros rayos del sol naciente caían sobre las antiguas fortificaciones sombrías. Los tártaros, medio dormidos, salieron corriendo al campo, pero en vano, ya que entonces se encontraron con los pchaves y khevsoures, que se habían aventurado a salir de la garganta de Pankisse. Los tártaros, rodeados por todos lados, fueron exterminados hasta el último».
Los primeros fueron los tush del clan, o tema de Tsova, que eran dueños de los rebaños más grandes en el territorio más exiguo. El pueblo bats partió tras la destrucción de uno de sus pueblos más importantes por un deslizamiento de tierra hacia 1830 y un brote de peste. Dieron origen a la fundación del pueblo de Zemo Alvani. Tras ellos vinieron los del thème de Pirikiti.  El pueblo de Kvemo Alvani fue posteriormente creado por los gometsari, mientras que los Tchagma fundaron el pueblo de Lalisq'uri.

## Los tushetios
Los primeros libros y artículos etnográficos y sociológicos sobre los tushetios —principalmente en ruso y georgiano— se publicaron a partir de finales del siglo XIX. En francés, la obra de Georges Charachidzé, Le système religieux de la Géorgie païenne - Analyse structurale d'une civilisation (Paris, François Maspéro, 1968), es probablemente la mejor fuente de información sobre los tushetios.

## Cultura

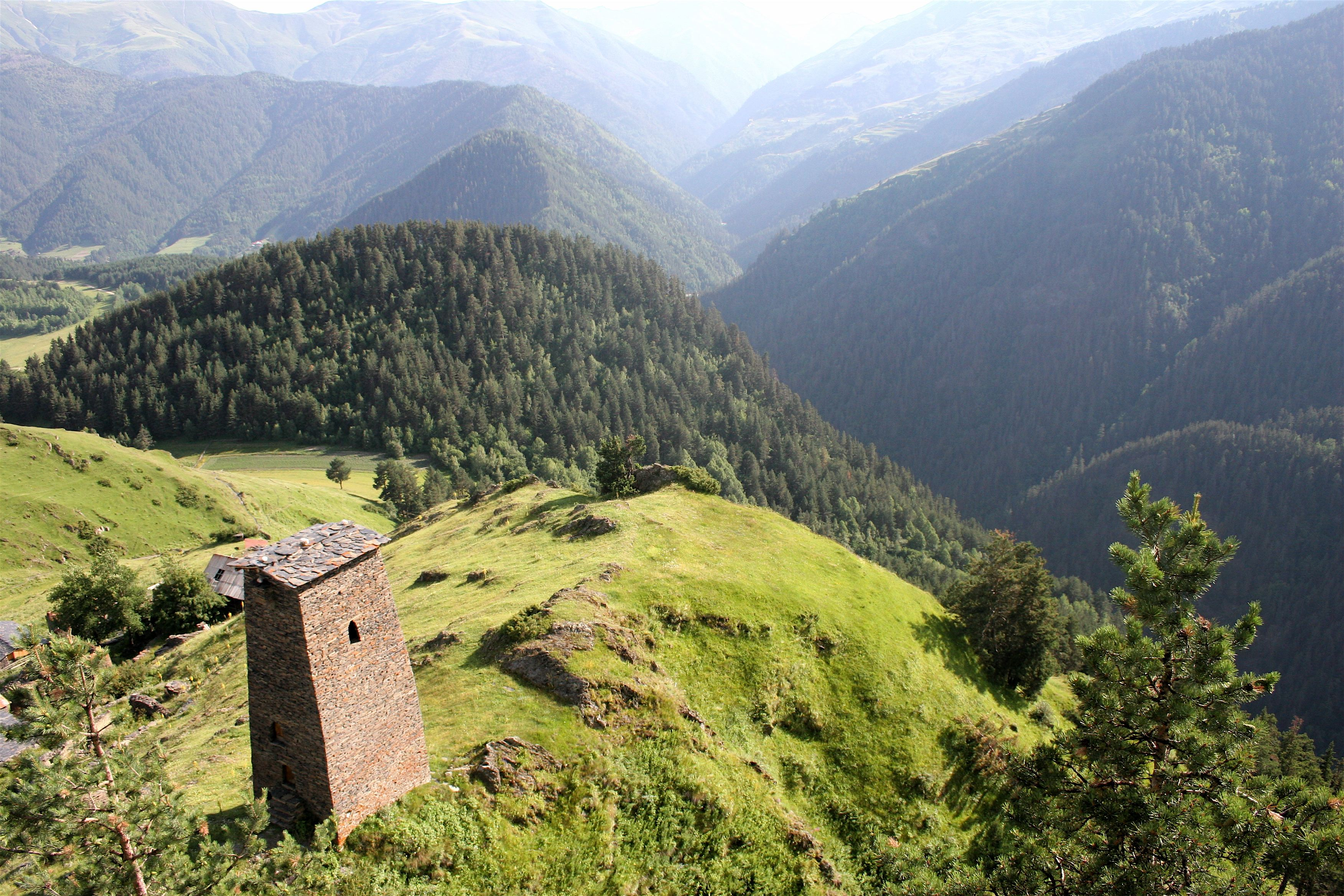
La fortaleza de Keselo en Omalo

Tradicionalmente, los tushetios fueron pastores de ovejas. El queso gouda (queso) tushetiano  y la lana de alta calidad eran famosos y se exportaban a Europa y Rusia. Incluso hoy en día las ovejas y la ganadería son las actividades principales de la economía de las tierras altas de Tusheti. Los pastores locales pasan los meses de verano en las zonas altas de Tusheti pero viven en los pueblos de las tierras bajas de Zemo Alvani y Kvemo Alvani en invierno. Sus costumbres y tradiciones son similares a los de otros pueblos de montaña georgianos orientales (véase Khevsureti).
Una de las regiones ecológicamente más vírgenes en el Cáucaso, Tusheti es un lugar popular de montaña para la práctica del senderismo.
El cerdo es tabú en Tusheti. Los agricultores no crían cerdos y a los viajeros se les aconseja no llevar ningún cerdo a la región. Sin embargo los lugareños comen carne de cerdo cuando no están en Tusheti.[cita requerida]

## Cifras de población histórica
Las cifras del censo imperial ruso de 1873 dadas en Die Chews'uren und ihr Land — ein monographischer Versuch untersucht im Sommer 1876 , de Gustav Radde (publicado por Cassel en 1878) divide a los pueblos de Tusheti en ocho comunidades:
- comunidad Parsma: 7 aldeas, 133 casas, con 290 hombres y 260 mujeres, un total de 550 personas;
- comunidad Dartlo: 6 aldeas, 143 hogares, con 251 hombres y 275 mujeres, un total de 526 personas;
- comunidad Omalo: 7 aldeas, 143 hogares, con 354 hombres y 362 mujeres, un total de 716 personas;
- comunidad Natsikhvári: 8 aldeas, 116 hogares, con 282 hombres y 293 mujeres, un total de 575 personas;
- comunidad Djvar-Boseli: 10 aldeas, 116 hogares, con 270 hombres y 295 mujeres, un total de 565 personas;
- comunidad Indurta: 1 aldea, 191 hogares, con 413 hombres y 396 mujeres, un total de 809 personas;
- comunidad Sagirta: 3 aldeas, 153 hogares, con 372 hombres y 345 mujeres, un total de 717 personas;
- comunidad Iliúrta: 8 aldeas, 136 casas, con 316 hombres y 329 mujeres, un total de 645 personas.

El total de 1853 era el siguiente: 50 aldeas, 1131 casas, con 2.548 hombres y 2.555 mujeres, en total 5.103 personas.
Nota: Las comunidades Indurta y Sagirta eran el hogar de los pueblos bats.